# Cour constitutionnelle de Corée
Pour les autres articles nationaux ou selon les autres juridictions, voir Cour constitutionnelle.
La Cour constitutionnelle de Corée est une juridiction sud-coréenne indépendante et spécialisée dont le rôle premier est le contrôle de la constitutionnalité des lois conformément à la Constitution de la république de Corée. Elle dispose également de compétences relevant du droit administratif telles que le règlement des conflits de capacité entre des entités gouvernementales, et se prononce sur la dissolution des partis politiques. La Cour détient en outre la décision finale de destitution du président de la République.
La Cour suprême représente quant à elle le tribunal de la plus haute et dernière administration de la justice du pays.

## Historique des organes de contrôle de constitutionnalité en Corée du Sud
La Cour constitutionnelle de Corée du Sud a vu le jour au début de la Sixième République en 1988, à la suite des mouvements pour plus de démocratie de 1987.
Bien qu'il existait avant la Sixième République des organes chargés du contrôle de constitutionnalité des normes et lois, aucun d'entre eux n'était réellement actif. En effet, de 1906 à 1988, ces organes n'avaient pris que trois décisions, alors que la nouvelle Cour constitutionnelle de 1988 a été en mesure de régler environ 400 affaires sur les 500 dont elle avait été saisie au cours de la première année de sa mise en fonctionnement.

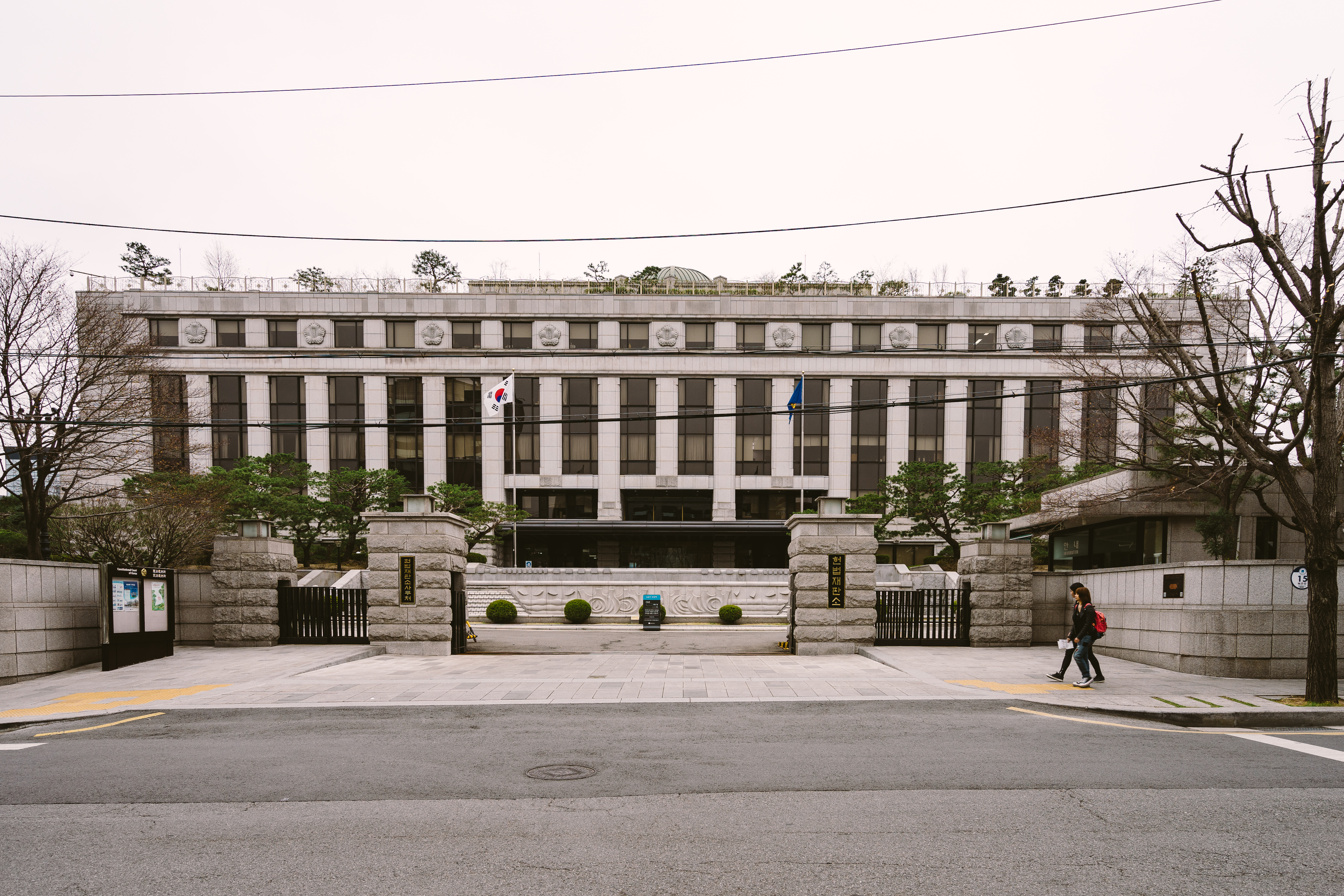
Façade de la Cour constitutionnelle de Corée, Jongno-gu.

Le Comité constitutionnel créé en 1948 est le premier ancêtre de la Cour. Il est resté en activité jusqu'en 1960, couvrant ainsi la période de la Ire République. Le Comité constitutionnel est par la suite rétabli à l'avènement de la IVe République en 1972 et a survécu à l'instauration de la Ve République en 1981, ce qui lui a permis de rester en place jusqu'à sa suppression à l'instauration de la Cour constitutionnelle en 1988.
Entre-temps, la « première » Cour constitutionnelle avait vu le jour en 1960, mais avant de devoir disparaitre presque immédiatement avec la fin brutale et prématurée de la IIe République qui succomba à un coup d'État le 16 mai 1961.
La IIIe République avait quant à elle vu l'instauration d'un système de contrôle de constitutionnalité vaguement importé des États-Unis.
Ces multiples organes pesèrent donc bien peu dans l'histoire constitutionnelle de la république de Corée et étaient le plus souvent considérés comme des ornements visant à sauver les apparences pour restituer l'image trompeuse d'un état de droit.
Les constituants de 1988 ont finalement décidé de mettre en place une Cour inspirée du modèle européen de la Cour constitutionnelle, avec comme objectif d’établir un contre-pouvoir supplémentaire sur l'exécutif, principal responsable de l'instabilité dont a souffert la Corée du Sud, et le législatif afin d'imposer le respect des droits fondamentaux et des libertés publiques.

## Composition

### Des membres nommés
La cour est composée de neuf juges.
Trois des juges sont nommés directement par le président de la République.
Parmi les six juges restant, trois sont nommés par le juge en chef de la Cour suprême et trois autres sont nommés[Par qui ?] au sein d'une liste de candidats élus par l'Assemblée nationale.
En outre, le juge en chef de la Cour est nommé par le président de la République avec le consentement de l'Assemblée nationale.
Les juges exercent leurs fonctions au cours de mandats de six ans renouvelables et sont contraints de quitter leur poste une fois qu'ils ont atteint l'âge de 65 ans, excepté pour le juge en chef de la cour, qui lui est autorisé à exercer sa fonction jusqu'à l'âge de 70 ans.
En pratique, aucun président de la Cour n'est resté en fonction plus de six ans.
La fonction de juge de la Cour constitutionnelle est accompagnée de plusieurs incompatibilités. Ainsi, aux termes de l'article 112 alinéa 2 de la Constitution, il est interdit aux juges de la Cour constitutionnelle d'adhérer à un parti politique ou d'exercer une activité politique. De plus, la loi interdit également aux juges de la Cour constitutionnelle d'exercer toute activité économique ou rémunérée. Les juges de la Cour ne peuvent pas exercer une autre fonction publique.

### Liste des anciens présidents de la Cour
- Cho Kyu-kwang, président de la Cour constitutionnelle, 1988-1994
- Kim Yong-jun, président de la Cour constitutionnelle, 1994-2000
- Yun Young-chul, président de la Cour constitutionnelle, 2000-2006

### Membres actuels de la Cour
- Lee Kang-kook, président de la Cour constitutionnelle depuis le 22 janvier 2007, nommé par le président Roh Moo-hyun avec l'accord de l'Assemblée nationale. 
  - Lee Kong-hyun, juge de la Cour constitutionnelle depuis le 14 mars 2005, nommé par le premier juge de la Cour suprême.
  - Cho Dae-hyen, juge de la Cour constitutionnelle depuis le 11 juillet 2005, élu par l'Assemblée nationale.
  - Kim hee-ok, juge de la Cour constitutionnelle depuis le 15 septembre 2007, nommé par le président, Roh Moo-hyun.
  - Kim Jong-dae, juge de la Cour constitutionnelle depuis le 15 septembre 2006, nommé par le premier juge de la Cour suprême.
  - Min Hyeong-ki, juge de la Cour constitutionnelle depuis le 15 septembre 2006, nommé par le premier juge de la Cour suprême.
  - Lee Dong-heub, juge de la Cour constitutionnelle depuis le 15 septembre 2006, élu par l'Assemblée nationale.
  - Mok Young-joon, juge de la Cour constitutionnelle depuis le 15 septembre 2006, élu par l'Assemblée nationale.
  - Song Doo-hwan, juge de la Cour constitutionnelle depuis le 23 mars 2007, nommé par le président Roh Moo-hyun.

## Missions de la Cour constitutionnelle
Le mode de fonctionnement de la Cour prévoyait dès sa création de contrôler la constitutionnalité des lois, à la fois par voie d'action (c'est-à-dire par le biais d'un contrôle de constitutionnalité a priori, avant que la loi ne soit promulguée) et par voie d'exception (a posteriori, lorsqu'au cours d'une action en justice, l'inconstitutionnalité d'une norme est soulevée).

Mais il ne s'agit pas là de la seule compétence de la Cour constitutionnelle puisque celle-ci juge également en dernier ressort en ce qui concerne la procédure d'impeachment du président de la République et se prononce sur la dissolution éventuelle de partis politiques.